# Permadeath
Permanent death, w skrócie PD, także permanentna śmierć – element mechaniki w grach komputerowych, dzięki któremu w przypadku śmierci kierowanej przez gracza postaci, jest ona bezpowrotnie usuwana z gry. Sposób, w jaki się to odbywa, jest zależny od konkretnej gry.
Tryb „permadeath” najczęściej spotykany jest w komputerowych grach fabularnych, chociaż zaczyna być stosowany w coraz szerszym kręgu typów gier jak choćby strzelankach pierwszoosobowych. Przykładem może być gra One Life. Usunięcie postaci może być realizowane na kilka sposobów:
- postać jest całkowicie usunięta z gry,
- postać jest przenoszona do wersji gry, w której nie ma tej opcji,
- oprócz usunięcia postaci, tracone są też wszystkie przedmioty związane z postacią,
- całkowita blokada dostępu do gry, zwana też „permapermadeath”[3].